# Kuźma Minin
Kuźma Minicz Minin, ros. Кузьма Минич Минин (zm. 21 maja 1616) – kupiec z Niżnego Nowogrodu, który razem z księciem Dmitrijem Pożarskim został uznany za rosyjskiego bohatera narodowego za rolę odegraną podczas obrony kraju w czasie wojny polsko-rosyjskiej 1609–1618.

## Życiorys
Urodził się i większość życia spędził w mieście Bałachna. Później był rzeźnikiem i handlarzem mięsem w Niżnym Nowogrodzie. Kiedy ludowy ruch patriotyczny zaczął organizować oddziały ochotnicze, kupcy miejscy wybrali Minina, obdarzanego zaufaniem i szanowanego członka gildii, aby zarządzał funduszami zebranymi przez nich na wyposażenie drugiego pospolitego ruszenia (второе народное ополчение).
Pospolite ruszenie pod dowództwem Pożarskiego stoczyło w dniach 1 i 3 września 1612 bitwę pod Moskwą, nie dopuszczając oddziałów hetmana wielkiego litewskiego Jana Karola Chodkiewicza z odsieczą dla polskiej załogi Kremla. W rezultacie czego polski garnizon skapitulował 7 listopada.
Minin odznaczył się jako umiejętny dowódca, w dowód uznania zasług został nobilitowany i wszedł w skład Dumy bojarskiej. Tytuł szlachecki nadał mu nowo wybrany car Michał I Romanow. Minin zmarł w 1616 i został pochowany w soborze św. Michała Archanioła w Niżnym Nowogrodzie. Centralny plac w tym mieście został nazwany jego imieniem.